# النظرية التكاملية

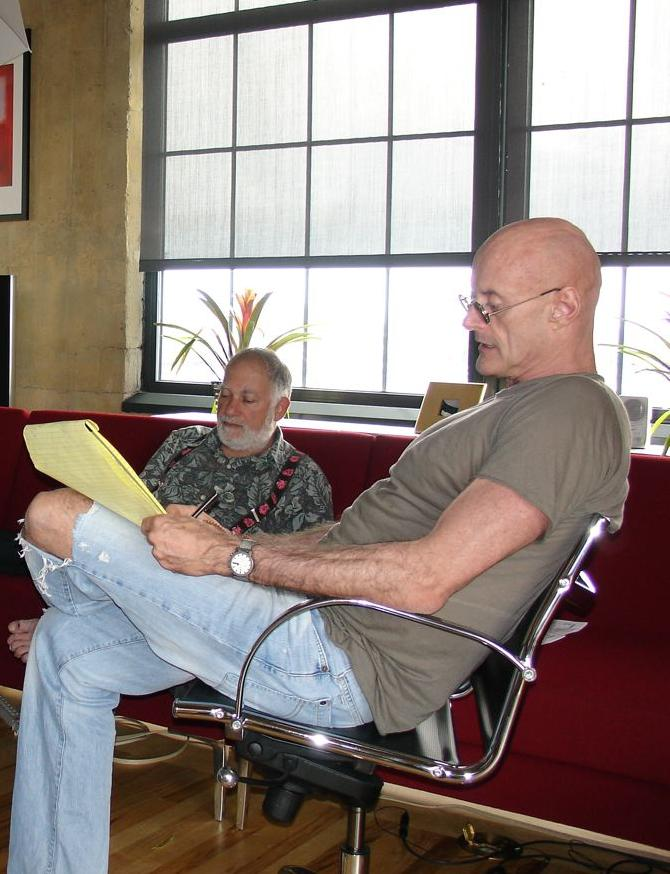

النظرية التكاملية (بالإنجليزية: Integral theory)‏ مصطلح يستعمل لوصف أعمال وأفكار الكاتب الأمريكي كين ويلبر Ken Wilber. يمكن للمصطلح أن يشير إلى أفكار "ويلبر" بشكل عام أو إلى نواحي معينة متعلقة بالتطبيق النظري أو العلمي.